# Ramsøy
Ramsøy est un village de Norvège dans le comté de Vestland.

## Géographie
Ramsøy est situé sur une presqu'île au nord-ouest de Bergen.